# 12月5日
12月5日(じゅうにがついつか)は、グレゴリオ暦で年始から339日目(閏年では340日目)にあたり、年末まであと26日ある。

## できごと
- 603年 - 聖徳太子が「冠位十二階」を制定。
- 1408年 - ジョチ・ウルスの将軍エディゲがモスクワに到達。
- 1590年 - ローマ教皇グレゴリウス14世が即位。
- 1695年(元禄8年10月29日) - 徳川綱吉により生類憐れみの令の一環として、中野に16万坪の犬小屋が作られ、同時に中野の住民が強制退去となる。
- 1757年 - 七年戦争: ロイテンの戦い。
- 1830年 - ベルリオーズ「幻想交響曲」初演。
- 1878年 - 大日本帝国陸軍参謀局を参謀本部に改称し、陸軍省から分離。
- 1903年 - 長岡半太郎が原子模型の理論を発表。
- 1904年 - 日露戦争・旅順攻囲戦: 日本軍が203高地を占領。
- 1908年 - 日本国有鉄道の運営母体が「帝国鉄道庁」から内閣直属「鉄道院」へと改組。
- 1909年 - フランス海軍のル・プリウール中尉と相原四郎大日本帝国海軍大尉が共同製作したグライダーが、子供を乗せた状態で人力曳航による飛行に成功。日本初のグライダーによる飛行。
- 1918年 - 梨本宮方子女王と朝鮮李王世子・李垠との結婚が勅許される。
- 1925年 - 高知線(現在の土讃線)高知駅～土佐山田駅間が開業[1]。
- 1926年 - 社会民衆党結成。
- 1931年 - ソ連共産党政治局の指令によりモスクワの救世主ハリストス大聖堂が爆破解体される。
- 1933年 - アメリカ合衆国憲法修正第18条（禁酒法）を廃止することを定めたアメリカ合衆国憲法修正第21条が施行。
- 1936年 - ソビエト連邦でスターリン憲法制定。
- 1936年 - キルギス・ソビエト社会主義共和国がソ連の構成共和国として発足。
- 1940年 - 西園寺公望の国葬が日比谷公園で行われる[2]。
- 1941年 - 第二次世界大戦: イギリスがフィンランド・ルーマニアに宣戦布告。
- 1945年 - バミューダトライアングルで訓練飛行中のアメリカ海軍のアヴェンジャー雷撃機5機が消息を絶つ。
- 1946年 - 樺太からの引揚げ船第一号「雲仙丸」が函館港に入港。
- 1950年 - 朝鮮戦争: 中国義勇軍・北朝鮮軍が平壌を奪回（英語版）。
- 1952年 - ロンドンスモッグ発生、12000人の死者を出す惨事となる。
- 1955年 - アメリカ労働総同盟 （AFL） と産業別組合会議（英語版）（CIO） が合同してアメリカ労働総同盟・産業別組合会議 （AFL-CIO） を結成。
- 1976年 - 第34回衆議院議員総選挙。戦後初の任期満了による総選挙。
- 1982年 - 広島エフエム放送（HFM・広島FM）開局。
- 1988年 - 東中野駅列車追突事故。
- 1990年 - 湾岸戦争で日本人がイラクで人質となっていたが、アントニオ猪木参議院議員がイラク政府と話し合い、人質が解放された。
- 1991年 - レオニード・クラフチュクがウクライナ初代大統領に選出される。
- 1996年 - 厳島神社、原爆ドームが世界遺産に登録される。
- 1998年 - 奈良の東大寺、興福寺、春日大社、元興寺、薬師寺、唐招提寺、平城宮跡、春日山原始林が世界遺産リストに登録される[3]。
- 2004年 - 関東地方で季節外れの温帯低気圧が接近し、観測史上初の12月の夏日を記録。
- 2005年 - 千葉県夷隅郡夷隅町、大原町、岬町の3町合併により、いすみ市が市制施行。
- 2006年 - 日本最後の有人灯台である女島灯台が無人灯台になる。
- 2007年 - ネブラスカ州オマハで銃乱射事件。自殺した犯人を含め9人が死亡（ウェストローズ・モール銃乱射事件）。
- 2009年 - フィリピン、マギンダナオ州に戒厳令が発令された。
- 2014年 - 宇宙飛行船オリオンの初飛行となる無人飛行実験EFT-1が打ち上げられる。
- 2017年 - 羽生善治が、将棋界史上初となる永世七冠を達成[4]。
- 2017年 - IOC理事会の結果、2018年平昌オリンピックのロシア選手団の出場禁止を正式に発表[5]。
- 2018年 - 東京メトロ、2020年に日比谷線神谷町駅 - 霞ケ関駅間で開業する新駅の名称を虎ノ門ヒルズ駅と命名[6]。
- 2018年 - ファーウェイの孟晩舟副会長・最高財務責任者 (CFO) が米当局の要請により、カナダ・バンクーバーで逮捕[7]。
- 2018年 - ボイジャー2号が太陽圏を離脱し、恒星間空間に到達[8]。
- 2019年 - フランスでストライキが開始。教員や看護師、弁護士、警察官、ごみ収集業者、郵便職員、ガス・電気関連の職員などが参加するゼネラル・ストライキとなった[9]。
- 2024年 - コンゴ民主共和国の保健当局が国内でインフルエンザに似た原因不明の病気が流行し、10代後半を中心に80人が死亡したと発表。

## 誕生日
- 1656年(明暦2年10月20日) - 市橋信直、近江国仁正寺藩主（+ 1720年）
- 1687年 - フランチェスコ・ジェミニアーニ、作曲家、ヴァイオリニスト（+ 1762年）
- 1760年(宝暦10年10月28日) - 大久保忠顕、相模国小田原藩主（+ 1803年）
- 1768年(明和5年10月27日) - 安藤信馨、陸奥国磐城平藩主（+ 1812年）
- 1782年 - マーティン・ヴァン・ビューレン、政治家、第8代アメリカ合衆国大統領（+ 1862年）
- 1789年(寛政2年10月19日) - 柳沢里世、越後国三日市藩主（+ 1827年）
- 1793年(寛政5年11月3日) - 吉川経礼、周防国岩国領10代領主（+ 1837年）
- 1803年 - フョードル・チュッチェフ、詩人、外交官（+ 1873年）
- 1807年(文化4年11月7日) - 鷹司輔煕、公家（+ 1878年）
- 1809年(文化6年10月28日) - 柳沢里顕、大和国郡山藩主（+ 1843年）
- 1842年 - ヨハニス・デ・レーケ、土木技師（+ 1913年）
- 1854年(嘉永7年10月16日) - 池田徳澄、因幡国鹿奴藩主（+ 1876年）
- 1867年 - アンティ・アールネ、民族学者（+ 1925年）
- 1868年 - アーノルト・ゾンマーフェルト、物理学者（+ 1951年）
- 1869年 - エリス・パーカー・バトラー、作家（+ 1937年）
- 1869年(明治2年11月3日) - 森下博、実業家、森下仁丹創業者（+ 1943年）
- 1871年(明治4年10月23日) - 土井晩翠、詩人、英文学者（+ 1952年）
- 1880年 - 二階堂トクヨ、教育者（+ 1941年）
- 1884年 - 西川正治、結晶学者（+ 1952年）
- 1886年 - 吉本吉兵衛、芸能プロモーター、吉本興業創業者（+ 1924年）
- 1889年 - 吉本せい、芸能プロモーター、吉本興業創業者（+ 1950年）
- 1889年 - ダミア、シャンソン歌手（+ 1978年）
- 1890年 - フリッツ・ラング、映画監督（+ 1976年）
- 1891年 - アレクサンドル・ロトチェンコ、芸術家（+ 1956年）
- 1891年 - 広津和郎、小説家、文芸評論家（+ 1968年）
- 1898年 - 藤原義江、テノール歌手（+ 1976年）
- 1899年 - サニー・ボーイ・ウィリアムソンII、ハーモニカ奏者（+ 1965年）
- 1899年 - 古賀逸策、電気通信工学者（+ 1982年）
- 1901年 - ヴェルナー・ハイゼンベルク、理論物理学者（+ 1976年）
- 1901年 - ウォルト・ディズニー、映画監督（+ 1966年）
- 1902年 - ストロム・サーモンド、政治家（+ 2003年）
- 1907年 - 林彪、軍人、政治家（+ 1971年）
- 1909年 - 武藏山武、大相撲第33代横綱（+ 1969年）
- 1911年 - ウワディスワフ・シュピルマン、ピアニスト、作曲家（+ 2000年）
- 1912年 - 木下惠介、映画監督、脚本家（+ 1998年）
- 1917年 - 佐賀ノ花勝巳、元大相撲力士（+ 1975年）
- 1919年 - 宮崎義一、経済学者（+ 1998年）
- 1927年 - ラーマ9世、タイ国王（+ 2016年）
- 1928年 - 友部達夫、政治家（+ 2012年）
- 1929年 - 小栗孝一、馬主（+ 2015年）
- 1931年 - 香川京子、女優
- 1931年 - フジコ・ヘミング、ピアニスト（+ 2024年）
- 1932年 - リトル・リチャード、ロックンロール歌手、ピアニスト（+ 2020年）
- 1932年 - シェルドン・グラショー、物理学者
- 1932年 - ジャック・ルーボー、詩人、エッセイスト、小説家、数学者（+ 2024年）
- 1933年 - 竹村泰子、政治家（+ 2025年）
- 1935年 - 土橋正幸、元プロ野球選手（+ 2013年）
- 1935年 - 小沢文夫、元プロ野球選手
- 1936年 - 榎本喜八、元プロ野球選手（+ 2012年）
- 1939年 - 冨沢篤紘、政治家
- 1939年 - 東條昭平、演出家
- 1941年 - 野田征稔、元プロ野球選手
- 1941年 - 能島征二、彫刻家
- 1942年 - 川北紘一、 特撮監督（+ 2014年）
- 1945年 - モシェ・カツァブ、政治家、第8代イスラエル大統領
- 1946年 - ホセ・カレーラス、テノール歌手
- 1947年 - エグベルト・ジスモンチ、マルチ楽器奏者、作曲家、編曲家、音楽プロデューサー
- 1947年 - 照櫻弘行、元大相撲力士
- 1948年 - 篠田三郎、俳優
- 1949年 - 弓月光、漫画家
- 1950年 - オズワルド・オリヴェイラ、サッカー指導者
- 1950年 - 滝田栄、俳優
- 1951年 - 小林和生、ミュージシャン
- 1953年 - 小林幸子、歌手
- 1953年 - 若菜嘉晴、元プロ野球選手
- 1954年 - 群ようこ、小説家、エッセイスト
- 1954年 - 水沢アキ、女優
- 1955年 - 川中美幸、歌手
- 1956年 - クリスティアン・ツィマーマン、ピアニスト
- 1956年 - 新井康弘、俳優
- 1956年 - 末松義規、政治家、衆議院議員
- 1958年 - 山田和英、元プロ野球選手
- 1958年 - 原田真二、シンガーソングライター
- 1958年 - 山田五郎、編集者、評論家
- 1958年 - ダイナマイト・キッド、元プロレスラー（+ 2018年）
- 1959年 - 鳥山雄司、ギタリスト、作曲家、編曲家、音楽プロデューサー
- 1959年 - 奈良美智、画家、彫刻家
- 1961年 - 松井孝夫、作曲家
- 1963年 - 村田真一、元プロ野球選手
- 1964年 - 岩井志麻子、小説家
- 1964年 - 朴柱奉、元バドミントン選手
- 1964年 - 山口粧太、俳優
- 1965年 - 大豆生田実、政治家
- 1965年 - 柴山昌彦、政治家
- 1966年 - 盛田賢司、漫画家
- 1966年 - 川畑伸一郎、野球選手
- 1966年 - パトリシア・カース、歌手
- 1968年 - 土橋勝征、元プロ野球選手
- 1968年 - 渕崎ゆり子、声優
- 1969年 - 白石さおり、タレント
- 1969年 - 伊藤誠、漫画家
- 1970年 - 清水まり子、演歌歌手、タレント、元競泳選手
- 1970年 - 羽毛田耕士、ミュージシャン
- 1971年 - 谷沢英彦、テニスプレイヤー
- 1971年 - 森山奈歩、ポップミュージシャン
- 1972年 - 広江礼威、漫画家、イラストレーター
- 1972年 - クリフ・フロイド、元プロ野球選手
- 1973年 - シャローム・ハーロウ、スーパーモデル、女優
- 1975年 - 関口太郎、モーターサイクルレーサー
- 1975年 - 川口大輔、作曲家
- 1976年 - 観月ありさ、女優
- 1976年 - 国分佐智子、女優、タレント
- 1976年 - 金井宣茂、JAXA宇宙飛行士
- 1977年 - 島田秀平、タレント、お笑い芸人、占い師
- 1977年 - 千葉進也、元バレーボール選手
- 1977年 - リチャード・ライト、サッカー選手
- 1978年 - 許文雄、元プロ野球選手
- 1978年 - 山村路直、元プロ野球選手
- 1978年 - 小笠原聖、フリーアナウンサー
- 1979年 - 持田裕輔、作曲家
- 1979年 - 丸山博、プロ野球審判員
- 1980年 - 伊藤静、声優
- 1980年 - 槙尾ユウスケ、お笑い芸人（かもめんたる）
- 1981年 - 浅羽由紀、シンガーソングライター
- 1981年 - 飯田浩司、アナウンサー
- 1983年 - 鈴木美花、フリーアナウンサー
- 1984年 - セルジオ・ペレス、プロ野球選手
- 1984年 - ジョシュ・ルーキー、プロ野球選手
- 1985年 - 道端アンジェリカ、モデル
- 1985年 - KEIKO、歌手（元Kalafina、FictionJunction）
- 1985年 - 諏訪裕美、バスケットボール選手
- 1985年 - 田中博康、元騎手、調教師
- 1986年 - ジャスティン・スモーク、プロ野球選手
- 1986年 - 木村真野・紗野、アーティスティックスイミング選手
- 1986年 - 内田敦子、フリーアナウンサー
- 1987年 - 辻内崇伸、元プロ野球選手
- 1988年 - 小山雄輝、元プロ野球選手
- 1988年 - 宇津木瑠美、サッカー選手
- 1989年 - 由規、元プロ野球選手
- 1990年 - 齋藤遼、俳優
- 1991年 - となりの坂田。、歌手（浦島坂田船）
- 1991年 - 岡田俊哉、プロ野球選手
- 1991年 - 上田眞央、ファッションモデル、女優
- 1991年 - 瀬乃ゆいか、AV女優
- 1991年 - クリスチャン・イエリッチ、プロ野球選手
- 1993年 - 上中勇樹、アナウンサー
- 1993年 - 國場翼、元プロ野球選手
- 1994年 - 藤井武美、女優
- 1994年 - ゆん、YouTuber、タレント、元アイドル（元BSJ）
- 1994年 - 太田奈緒、女優、元アイドル（元AKB48）
- 1995年 - 谷川愛梨、タレント、アイドル（元NMB48）
- 1995年 - 坂ノ上茜、女優
- 1995年 - アントニー・マーシャル、サッカー選手
- 1995年 - 畠中清羅、元アイドル（元乃木坂46）
- 1995年 - ケイトリン・オズモンド、フィギュアスケート選手
- 1996年 - 小森ゆきの、元アイドル（元Doll☆Elements）
- 1996年 - 柳原かなこ、声優
- 1997年 - 鈴本美愉、元アイドル（元欅坂46）
- 1998年 - 夢見照うた、AV女優
- 1999年 - 大盛真歩、アイドル（AKB48）
- 2000年 - チェ・スビン、歌手（TOMORROW X TOGETHER）
- 2000年 - manaka、歌手（元Little Glee Monster）
- 2000年 - イエゴン・ヴィンセント・キベット、陸上選手
- 2001年 - 松本凌人、プロ野球選手
- 2003年 - 鈴木杏奈、歌手、声優
- 2003年 - 奥田こころ、女優
- 2003年 - 涼木りおな、アイドル（ポラライト）
- 2005年 - ブリッジマン遊七、ファッションモデル
- 2005年 - 須田琉雅、元子役
- 2005年 - 吉本此那、アイドル（僕が見たかった青空）
- 2006年 - 大和奈央、女優
- 2008年 - 心希、プロレスラー
- 2009年 - 黒川想矢、俳優
- 2017年 - 吉川さくら、子役
- 生年不詳 - アサコ、声優
- 生年不詳 - 実川学、声優

## 忌日

### 人物
- 1560年 - フランソワ2世、ヴァロア朝第11代フランス王（* 1544年）
- 1624年 - ギャスパール・ボアン、植物学者（* 1560年）
- 1686年 - ニコラウス・ステノ、地質学者（* 1638年）
- 1708年(宝永5年10月24日) - 関孝和、数学者（* 1642年）
- 1713年(正徳3年10月18日) - 徳川五郎太、第5代尾張藩主（* 1711年）
- 1714年(正徳4年10月29日) - 池田綱政、第2代岡山藩主（* 1638年）
- 1758年 - ヨハン・フリードリヒ・ファッシュ、作曲家（* 1688年）
- 1791年 - ヴォルフガング・アマデウス・モーツァルト、作曲家（* 1756年）
- 1843年(天保14年11月14日) - 白井亨、剣術家（* 1783年）
- 1862年(文久2年10月14日) - 津軽信順、第10代弘前藩主（* 1800年）
- 1870年 - アレクサンドル・デュマ・ペール(大デュマ)、小説家（* 1802年）
- 1879年 - 千葉定吉、剣術家（* 1812年）
- 1891年 - ペドロ2世、ブラジル帝国第2代皇帝（* 1825年）
- 1893年 - 松平容保、第9代会津藩主（* 1835年）
- 1904年 - ジェイムズ・ノウブル・タイナー、第29代アメリカ合衆国郵政長官（* 1826年）
- 1916年 - ハンス・リヒター、指揮者（* 1843年）
- 1925年 - ヴワディスワフ・レイモント、小説家（* 1867年）
- 1926年 - クロード・モネ、画家（* 1840年）
- 1937年 - 北条民雄、小説家（* 1914年）
- 1940年 - ヤン・クベリーク、ヴァイオリニスト（* 1880年）
- 1949年 - アルフレッド・ロトカ、統計学者（* 1880年）
- 1950年 - オーロビンド・ゴーシュ、インド哲学者（* 1872年）
- 1950年 - ビル・ダーレン、プロ野球選手（* 1870年）
- 1951年 - ジョー・ジャクソン、プロ野球選手（* 1889年）
- 1953年 - ノエル・ミュートン＝ウッド、ピアニスト、作曲家（* 1922年）
- 1956年 - 佐野利器、建築家（* 1880年）
- 1960年 - 岸上大作、歌人 （* 1939年）
- 1963年 - カール・アマデウス・ハルトマン、作曲家（* 1905年）
- 1965年 - ジョセフ・アーランガー、生理学者（* 1874年）
- 1969年 - クラウディウス・ドルニエ、飛行艇技術者（* 1885年）
- 1972年 - ケニー・ドーハム、ジャズトランペット奏者（* 1924年）
- 1973年 - ロバート・ワトソン＝ワット、レーダー発明者（* 1892年）
- 1974年 - ピエトロ・ジェルミ、映画監督、脚本家、俳優（* 1914年）
- 1977年 - アレクサンドル・ヴァシレフスキー、ソ連邦元帥（* 1895年）
- 1977年 - ローランド・カーク、ジャズサックス奏者（* 1936年）
- 1980年 - 大岩山大五郎、大相撲力士（* 1919年）
- 1983年 - ロバート・アルドリッチ、映画監督（* 1918年）
- 1985年 - 太田典礼、産婦人科医（* 1900年）
- 1986年 - 槇山次郎、元日本地質学会会長（* 1896年）
- 1986年 - エドワード・ユード（尤德）（Edward Youde）、香港総督（* 1924年）
- 1987年 - 沢藤光郎、元プロ野球選手（* 1919年）
- 1989年 - ジョン・プリッチャード、指揮者（* 1921年）
- 1990年 - 藤間勘祖 (2世)、藤間流宗家（* 1900年）
- 1991年 - 服部受弘、プロ野球選手（* 1920年）
- 1991年 - 末元善三郎、天文学者（* 1920年）
- 1992年 - 金田正泰、プロ野球選手、プロ野球監督（* 1920年）
- 1992年 - 小阪三郎、プロ野球選手（* 1915年）
- 1993年 - 木内信胤、経済評論家（* 1899年）
- 1995年 - クレア・パターソン、地質学者（* 1922年）
- 1997年 - オイゲン・キケロ、ピアニスト（* 1940年）
- 1998年 - 藤井治彦、英文学者（* 1935年）
- 1999年 - 佐藤勝、作曲家（* 1928年）
- 2000年 - 鈴木その子、美容・料理研究家（* 1932年）
- 2000年 - 七代目嵐徳三郎、歌舞伎役者（* 1933年）
- 2001年 - フランコ・ラゼッティ、物理学者（* 1901年）
- 2001年 - 徳永真一郎、歴史小説家（* 1914年）
- 2002年 - ネ・ウィン、ビルマの指導者（* 1911年）
- 2002年 - 村田陶苑、陶芸家（* 1905年）
- 2002年 - 吉川逸治、美術史学者、東京大学名誉教授（* 1908年）
- 2003年 - 田中康郎、声優（* 1932年）
- 2003年 - バーブ佐竹、歌手（* 1935年）
- 2005年 - フレデリック・フィリップス、実業家（* 1905年）
- 2005年 - 劉賓雁、ルポルタージュ作家（* 1925年）
- 2005年 - 堤邦彦、医師（* 1954年）
- 2006年 - 長野士郎、政治家（* 1917年）
- 2006年 - 伊藤圭祐、元競泳選手（* 1943年）
- 2007年 - 木下貞一、プロ野球選手（* 1919年）
- 2007年 - カールハインツ・シュトックハウゼン、作曲家（* 1928年）
- 2008年 - 加藤周一、評論家（* 1919年）
- 2008年 - 木下重教、資源開発工学者、北海道大学名誉教授、初代北海道情報大学学長（* 1922年）
- 2008年 - 大川栄二、実業家、元サンコー（現マルエツ）社長、元ダイエーファイナンス会長（* 1924年）
- 2008年 - ニナ・フォック、女優（* 1924年）
- 2008年 - ジョージ・ブレクト、ミニマル・アーティスト、現代美術家（* 1926年）
- 2008年 - アレクシイ2世、モスクワ総主教（* 1929年）
- 2008年 - 桃山晴衣、三味線シンガーソングライター（* 1939年）
- 2009年 - オットー・グラーフ・ラムスドルフ、政治家（* 1926年）
- 2010年 - 李泳禧、ジャーナリスト（* 1929年）
- 2011年 - 冬柴鐵三、政治家、第7・8代国土交通大臣（* 1936年）
- 2011年 - ピーター・ゲシン、レーシングカー・ドライバー（* 1940年）
- 2012年 - オスカー・ニーマイヤー、建築家（* 1907年）
- 2012年 - 鐘ケ江信光、中国語学者、元東京外国語大学学長、東京外国語大学名誉教授（* 1912年）
- 2012年 - デイヴ・ブルーベック、ジャズピアニスト、作曲家（* 1920年）
- 2012年 - イグナティオス4世、アンティオキア総主教庁の総主教（* 1921年）
- 2012年 - 中村勘三郎 (18代目)、歌舞伎役者（* 1955年）
- 2013年 - ネルソン・マンデラ、政治家、第11代南アフリカ共和国大統領（* 1918年）
- 2013年 - 上野衣子、フィギュアスケート選手（* 1919年）
- 2013年 - 大屋麗之助、実業家、元西日本鉄道社長（* 1923年）
- 2013年 - 角道謙一、官僚、元林野庁長官、元農林水産事務次官（* 1927年）
- 2013年 - コリン・ウィルソン、小説家（* 1931年）
- 2013年 - 宇田誠、銀行家、元広島銀行頭取（* 1934年）
- 2013年 - 安里カツ子、政治家、実業家、元沖縄県副知事、元りゅうせき副社長（* 1947年）
- 2013年 - 並木弘道、プロゴルファー（* 1958年）
- 2014年 - ファビオラ・デ・モラ・イ・アラゴン、ベルギー国王ボードゥアン1世 王妃（* 1928年）
- 2014年 - 柴田博一、元キーコーヒー社長（* 1932年）
- 2014年 - 川北紘一、特撮監督（* 1942年）
- 2015年 - 宮島達夫、言語学者（* 1931年）
- 2015年 - 関屋喜代作、将棋棋士（* 1933年）
- 2016年 - 武藤まき子、芸能リポーター、アナウンサー（* 1945年）
- 2016年 - ジャヤラム・ジャヤラリタ、政治家、女優、インドタミル・ナードゥ州首相（* 1948年）
- 2016年 - 黒沢健一、ミュージシャン（* 1968年）
- 2017年 - 雲井昭善、僧侶、仏教学者、大谷大学名誉教授（* 1915年）
- 2017年 - ミハイ1世、ルーマニア王国元国王（* 1921年）
- 2017年 - オーガスト・エイムズ、ポルノ女優（* 1994年）
- 2018年 - アレックス・ボレイン、政治家、反アパルトヘイト活動家（* 1931年）
- 2018年 - ダイナマイト・キッド、元プロレスラー（* 1958年）
- 2019年 - ロバート・ウォーカー・Jr、俳優（* 1940年）
- 2020年 - 免田栄、元免田事件被疑者（* 1925年）
- 2020年 - ヴィクトル・パニジェーリニク、元サッカー選手、指導者（* 1937年）
- 2020年 - 御木貴日止、宗教家（* 1957年）
- 2020年 - 徐守盛、政治家、官僚（* 1953年）
- 2021年 - ボブ・ドール、 政治家（* 1923年）
- 2021年 - ジャック・ティッツ、数学者（* 1930年）
- 2021年 - 矢田部理、政治家、 元参議院議員、初代新社会党委員長（* 1932年）
- 2021年 - 宋基淑、小説家（* 1935年）
- 2021年 - 牧口雄二、映画プロデューサー（* 1936年）
- 2021年 - 穴見寛、高校野球指導者（* 1947年）
- 2021年 - スコット・ページ＝パグター、声優、テレビプロデューサー（* 1957年）
- 2021年 - ステヴァン・イェロヴァツ、バスケットボール選手（* 1989年）
- 2022年 - ロナルド・ベイティア、柔道家（* 1947年）
- 2022年 - カースティ・アレイ、 女優（* 1951年）
- 2023年 - 伊藤義郎、実業家、伊藤組土建会長、全日本スキー連盟第8代会長（* 1926年）
- 2023年 - 中村廣治郎、イスラム学者、東京大学名誉教授（* 1936年）
- 2023年 - 西木正明、小説家、直木三十五賞受賞者（* 1940年）
- 2023年 - デニー・レイン、ミュージシャン（* 1944年）
- 2024年 - 賀川浩、ジャーナリスト、元サッカー選手、元サンケイスポーツ大阪本社編集局長（* 1924年）
- 2024年 - ジャック・ルーボー、詩人、エッセイスト、小説家、数学者（* 1932年）

### 人物以外(動物など)
- 2008年 - ワイルドアゲイン、競走馬、種牡馬（* 1980年）
- 2020年 - スイープトウショウ、競走馬、繁殖牝馬（* 2001年）

## 記念日・年中行事
- 国際ボランティア・デー
世界中の経済と社会開発の推進のため、ボランティア活動の貢献に対する認識を高め、社会のあらゆる層からより多くの人々が、国内外においてボランティア活動に参加できる機運を高める日。
- プーミポン国王誕生日・父の日( タイ)
タイ国王ラーマ9世の誕生日。
- 聖ニコラオスの日の前夜祭
12月6日の聖ニコラオスの日の前夜祭。
  - シンタクラースの日( オランダ)
シンタクラース(ニコラオスが伝説化した、オランダ版サンタクロース)が子供のいる家庭を訪れプレゼントを配るとされ、プレゼント交換などをする。
  - クランプスの日( オーストリア)
ニコラウスが従える怪物クランプスが現れ、悪い子供に罰を与えるとされる。
- バミューダトライアングルの日

1945年12月5日に、大西洋上でアメリカ軍機が突然消息をたったことに由来。